# Hesperaleyrodes michoacanensis
Hesperaleyrodes michoacanensis is een halfvleugelig insect uit de familie witte vliegen (Aleyrodidae), onderfamilie Aleyrodinae.
De wetenschappelijke naam van deze soort is voor het eerst geldig gepubliceerd door Sampson in 1943.